# Gunnar Beskow (jurist)
Gunnar Wilhelm Beskow, född 11 januari 1879 i Klara församling, Stockholm, död 30 mars 1936 i Sankt Petri församling, Malmö var en svensk jurist. 
Beskow blev student vid Uppsala universitet 1897, juris utriusque kandidat 1903, fiskal i Skånska hovrätten 1912, konstituerad revisionssekreterare 1914, hovrättsråd 1915 och divisionsordförande 1934. Han blev riddare av Nordstjärneorden 1920 och kommendör av andra klassen av samma orden 1930. 
Gunnar Beskow var son till kanslirådet Wilhelm Bernhard Beskow och Hanna Margareta Fredrika Fallenius samt far till Bo och Hans Beskow. Han vilar på Östra kyrkogården i Malmö.